# Cathédrale Saint-André de Wells
Cette  cathédrale n’est pas la seule cathédrale Saint-André.
La cathédrale Saint-André est une église anglicane située à Wells (Somerset), en Angleterre. Ce vaste édifice est l'église-mère du diocèse de Bath et Wells.
Saint-André de Wells est parfois décrite comme « la plus poétique des cathédrales anglaises ». Construite de 1180 à 1490, elle mêle différents courants de l'architecture gothique anglaise (Early english, Decorated et Perpendicular).
Une des innovations majeures de cet édifice est l'addition au XIVe siècle des « arcs renversés » ou « arcs en ciseaux » au niveau de la croisée du transept. Ce procédé, qui rompt la monotonie des traditionnelles séquences d'arcs ogivaux, permet de supporter et de mieux répartir le poids du clocher qui s'élève à cet emplacement et soutenir les piles endommagées lors d'un tremblement de terre au XIIIe siècle.

## Histoire
L'édifice actuel est bâti à l'emplacement d'une première église érigée par le roi Ina du Wessex, en 705. Cette dernière prend le titre de cathédrale en 909, lors de la création du diocèse de Wells, dont le premier évêque est Athelm. Considérée comme vétuste par les autorités ecclésiastiques au XIIe siècle, elle est remplacée par la cathédrale actuelle, dont le chantier, ouvert par l'évêque Reginald de Bohun (en), débute en 1180 (creusement des fondations). L'ancienne cathédrale est progressivement détruite (1196) afin de laisser la place au nouvel édifice.
Le gros-œuvre (chœur, travées orientales de la nef, transept) est achevé en 1239. Ces parties de l'édifice sont caractéristiques du gothique primitif anglais (dit Early english).
Les travaux se poursuivent au XIIIe siècle sous la direction de l'évêque Jocelyn de Wells (en) (travées occidentales de la nef, façade). La tour de la croisée du transept, soutenue par un système complexe d'arcs renversés, le bâtiment du chapitre et les différentes dépendances du palais épiscopal sont édifiés entre le XIIIe et le XVe siècle, sous l'action de plusieurs évêques dynamiques, dont John Drokensford, Ralph de Shrewsbury (en) et John Harewell (en).
La cathédrale subit une grande campagne de restauration au milieu du XIXe siècle, au cours de laquelle les fresques médiévales sont purement et simplement grattées ou recouvertes de chaux.

## Architecture
Cet édifice présente une synthèse de différents courants de l'architecture gothique anglais, passant du gothique primitif pour les parties les plus anciennes au gothique décoré ou curvilinéaire, puis au gothique perpendiculaire (dernière période du gothique anglais).
Principal accès à la cathédrale, la façade occidentale tient sa monumentalité tout à la fois de ses grandes dimensions (45 mètres de long) et du volume de ses deux tours d'angle, dotées de puissants contreforts sculptés qui contribuent avec force à la verticalité de l'ensemble. Le soin apporté au traitement iconographique se traduit par une profusion de statues (plus de 300) dont certaines portent encore des traces de polychromie.
L'intérieur du sanctuaire est basé sur le traditionnel plan en croix latine, commun à de nombreuses cathédrales de cette époque. La nef, flanquée de bas-côtés, est divisée en dix travées couvertes de croisées d'ogives quadripartites. La perspective est cependant coupée par une curieuse structure en « arc renversé » ou « en ciseau » qui marque la séparation de la nef et de la croisée du transept. Cette innovation permet de soutenir et de répartir le poids de la tour qui s'élève à cet emplacement.
Les six travées du chœur sont couvertes de voûtes au dessin compliqué, marque caractéristique du gothique décoré, qui s'apparente au gothique flamboyant. Dans la chapelle de la Vierge, le dessin des nervures se complique encore pour former une spectaculaire voûte en étoile, tandis que de grandes baies laissent abondamment pénétrer la lumière.
Parmi les éléments de mobilier figurent une horloge mécanique datant du XIVe siècle, ainsi que des grandes orgues réalisées par le facteur Willis en 1857.

### Dates, styles et architectes

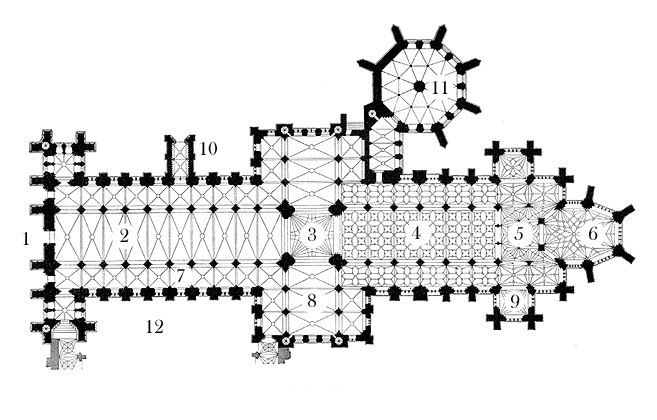
Plan de la cathédrale de Wells. 1.Façade ouest ; 2. Nef ; 3. Tour centrale ; 4. Chœur ; 5. Rétrochœur ; 6. Chapelle de la Vierge ; 7. Allée ; 8. Transept ; 9. Transept est ; 10. Porche nord ; 11. Salle capitulaire ; 12. Cloître.

La construction de la cathédrale débute vers 1175, selon les plans d'un maître maçon inconnu. Wells est la première cathédrale d'Angleterre construite, dès sa fondation, dans le style gothique anglais. Selon l'historien de l'art John Harvey, c'est la première cathédrale véritablement gothique au monde, ses architectes ayant entièrement renoncé à toutes les caractéristiques du style roman : Wells a des piliers groupés plutôt que des colonnes et possède une galerie d'arcs brisés identiques plutôt que la forme typiquement romane d'ouvertures appariées. Le style, avec ses arcs en lancette simples sans remplage et ses moulures alambiquées, est connu sous le nom de gothique anglais primitif.
Entre 1192 et 1230 environ, Adam Lock, le premier maître maçon de Wells dont le nom soit connu, continua le transept et la nef de la même manière que son prédécesseur. Lock fut également le constructeur du porche nord, selon ses propres plans.
La façade ouest de style gothique primitif anglais (Early English Gothic) a été commencée vers 1230 par Thomas Norreys, la construction et la sculpture se poursuivant pendant trente ans. Sa tour sud-ouest a été commencée 100 ans plus tard et construite entre 1365 et 1395, et la tour nord-ouest entre 1425 et 1435, toutes deux dans le style gothique perpendiculaire, selon la conception de William Wynford
, qui a également garni de nombreuses fenêtres à lancettes anglaises de la cathédrale par des remplages délicats.
La crypte et la salle capitulaire ont été construites par des architectes inconnus entre 1275 et 1310, la crypte dans le style anglais primitif et la salle capitulaire dans le style géométrique de l'architecture gothique décorée. Vers 1310, les travaux commencent sur la chapelle de la Vierge, selon les plans de Thomas Witney, qui construisit également la tour centrale de 1315 à 1322 dans le style gothique décoré. La tour fut plus tard renforcée intérieurement par des arches, par William Joy. Parallèlement à ces travaux, en 1329-1345, Joy apporta des modifications et des extensions au chœur, le reliant à la chapelle de la Vierge avec le chœur arrière, ce dernier dans le style décoré fluide.
Les modifications ultérieures comprennent la voûte perpendiculaire de la tour et la construction de la chapelle Sugar, 1475-1490 par William Smyth. De plus, des rénovations néo-gothiques ont été apportées au chœur et à la chaire par Benjamin Ferrey et Anthony Salvin, de 1842 à 1857.

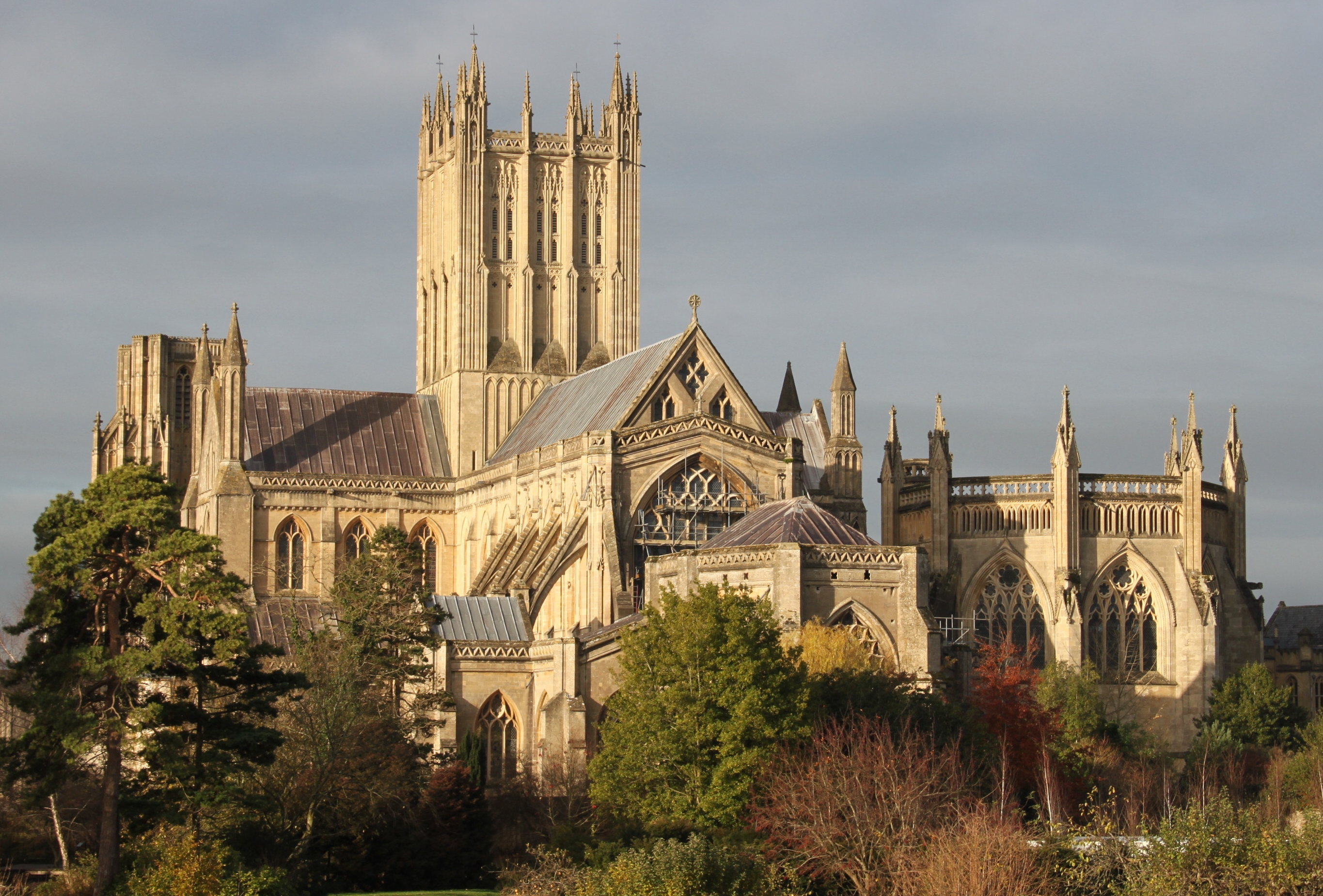
La cathédrale vue du sud-est : tour centrale, chapelle de la Vierge, salle capitulaire.
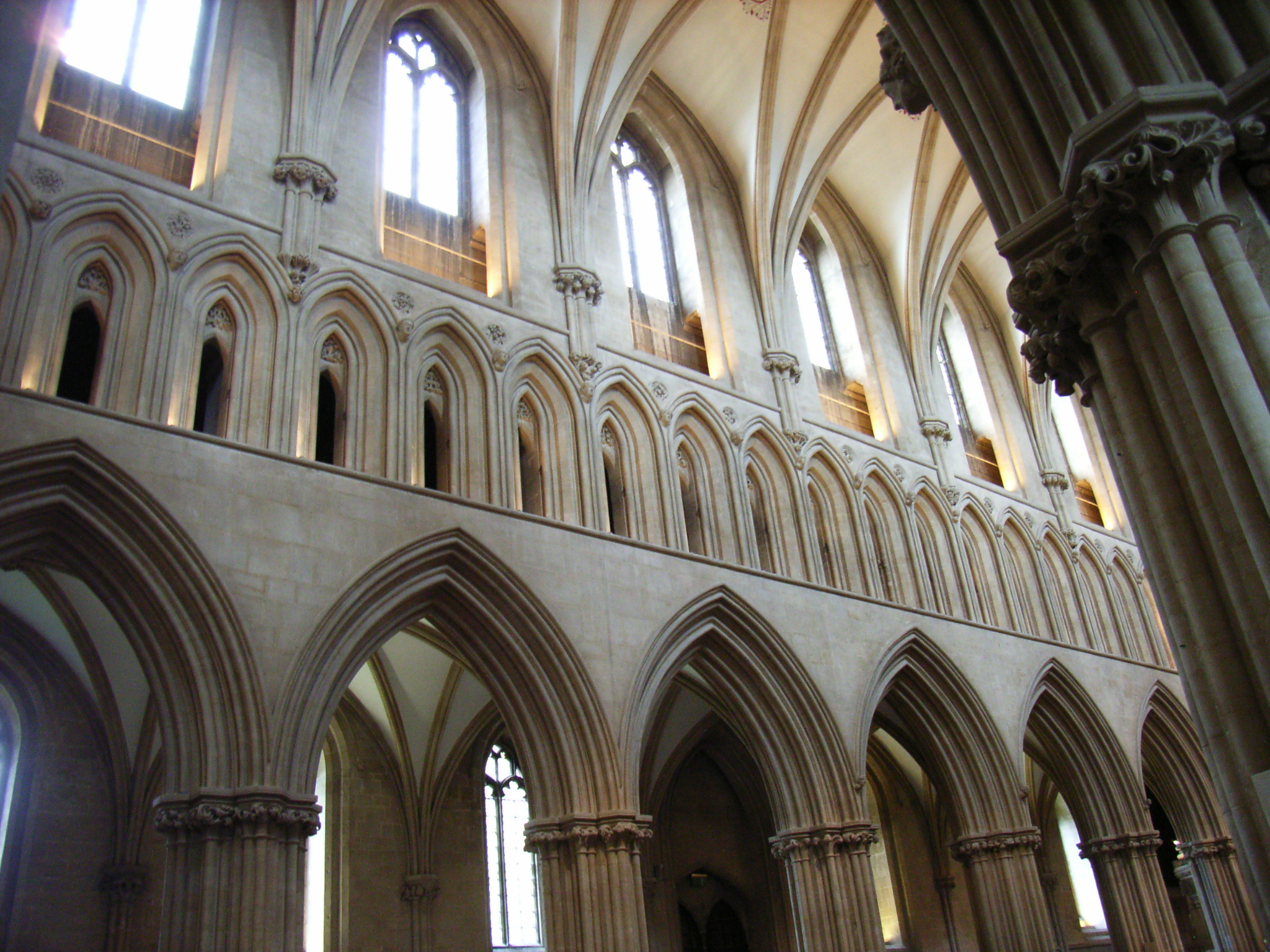
Les trois niveaux de la nef : arcades, triforium et claire-voie.

### Extérieur
L'extérieur de la cathédrale de Wells présente une apparence relativement soignée et harmonieuse, la plus grande partie du bâtiment ayant été exécutée dans un seul style, le gothique anglais primitif. Cela est rare parmi les cathédrales anglaises où l'extérieur présente généralement une pléthore de styles. À Wells, des changements ultérieurs dans le style perpendiculaire ont cependant été appliqués, comme le remplissage des fenêtres à lancettes anglaises primitives, la construction d'un parapet entourant le toit et l'ajout de pinacles encadrant chaque pignon, similaires de la salle capitulaire et de la façade ouest. À l'extrémité est, on note une prolifération de tracés à motifs répétés dans le style réticulé, une étape entre le tracé géométrique et le tracé décoré fluide.

#### Façade ouest

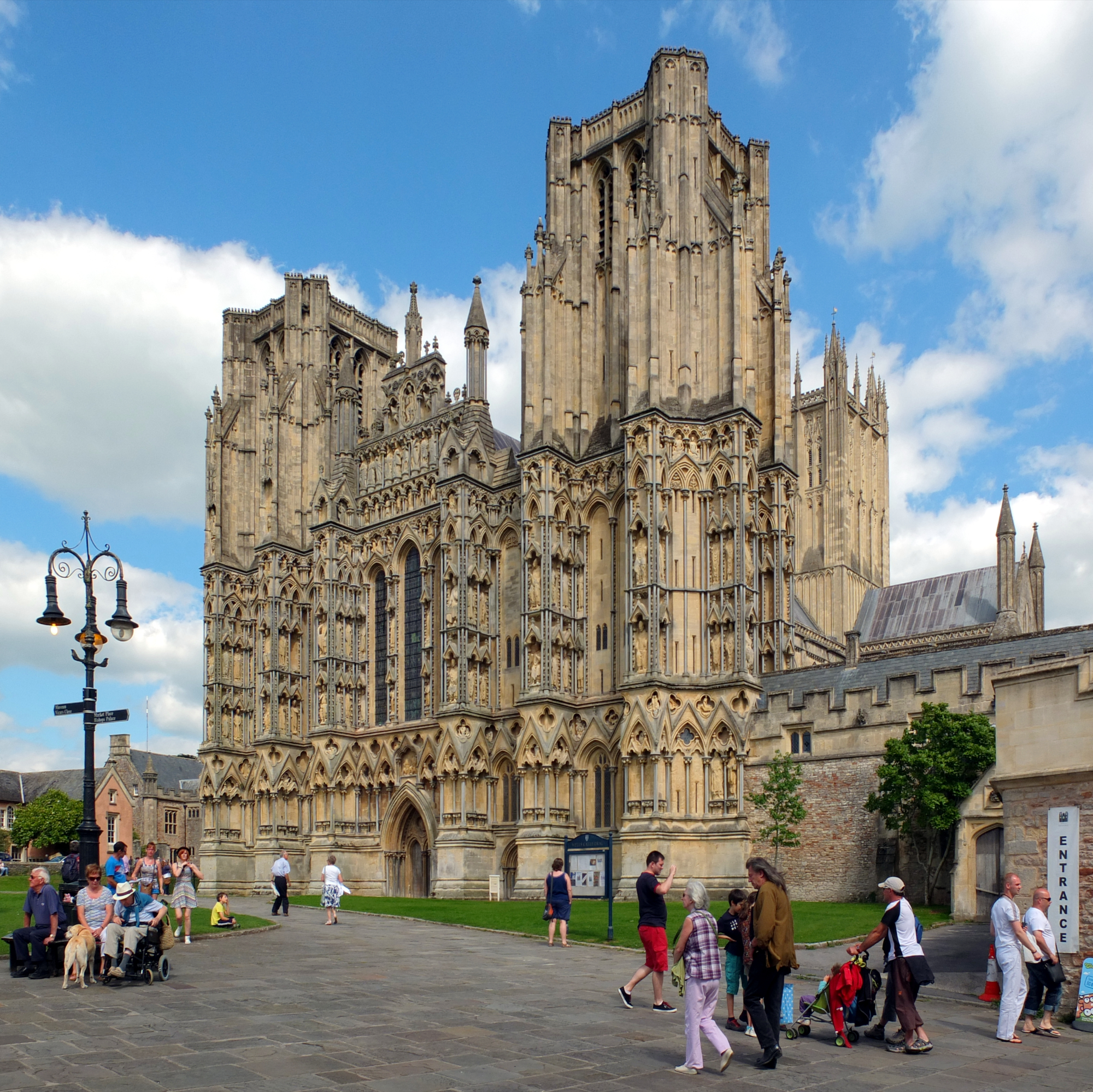
Façade ouest.

La façade ouest, qui ne mesure pas moins de 30 m de haut et 45 m de large, est construite en calcaire oolitique inférieur de la période du Jurassique moyen, provenant de la carrière de Doulting , à environ 13 km à l'est.
Les façades occidentales prennent en général trois formes distinctes : celles qui suivent l'élévation de la nef et des bas-côtés, celles qui ont des tours jumelées à l'extrémité de chaque bas-côté, encadrant la nef, et celles qui masquent la forme du bâtiment. La façade ouest de Wells a la forme de tours jumelées, inhabituelle dans la mesure où les tours n'indiquent pas l'emplacement des bas-côtés, mais s'étendent bien au-delà, masquant les dimensions et le profil du bâtiment.
La façade ouest s'élève en trois étapes distinctes, chacune clairement définie par un tracé horizontal compensé par six contreforts fortement saillants qui définissant les divisions transversales de la nef, des bas-côtés et des tours et sont richement décorés, chacun ayant des niches à baldaquin qui accueillent les plus grandes statues de la façade.
Au niveau le plus bas de la façade se trouve une base simple, contrastant avec les arcades ornées qui s'élèvent au-dessus et les stabilisant. La base est traversée par trois portes, qui contrastent fortement avec les portails souvent imposants des cathédrales gothiques françaises. Les deux portes extérieures sont de proportions domestiques et la porte centrale n'est ornée que d'un poteau central, d'un quadrilobe et des fines moulures de l'arc.
Au-dessus du sous-sol s'élèvent deux étages, ornés de quatre-feuilles et de niches abritant à l'origine environ quatre cents statues, dont trois cents ont survécu jusqu'au milieu du XXe siècle. Depuis lors, certaines ont été restaurées ou remplacées, notamment la figure ruinée du Christ dans le pignon.
Les troisièmes étages des tours flanquantes ont tous deux été construits dans le style perpendiculaire de la fin du XIVe siècle, selon les plans de William Wynford ; celui du nord-ouest n'a pas été commencé avant 1425 environ. La conception conserve les proportions générales et continue la forte projection des contreforts.
Le résultat final a été critiqué pour son manque de pinacles, et il est probable que les tours étaient destinées à porter des flèches qui n'ont jamais été construites.

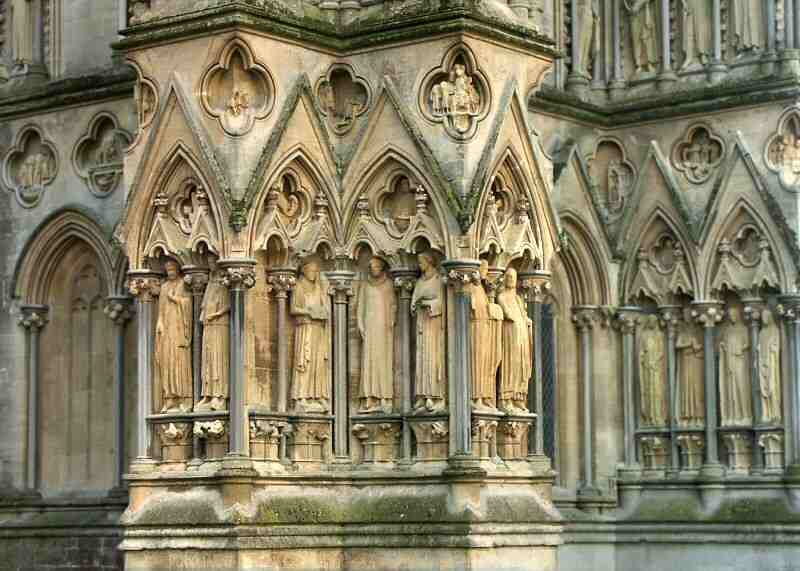
Décoration et sculptures de la façade ouest de Thomas Norreys (XIIIe siècle).
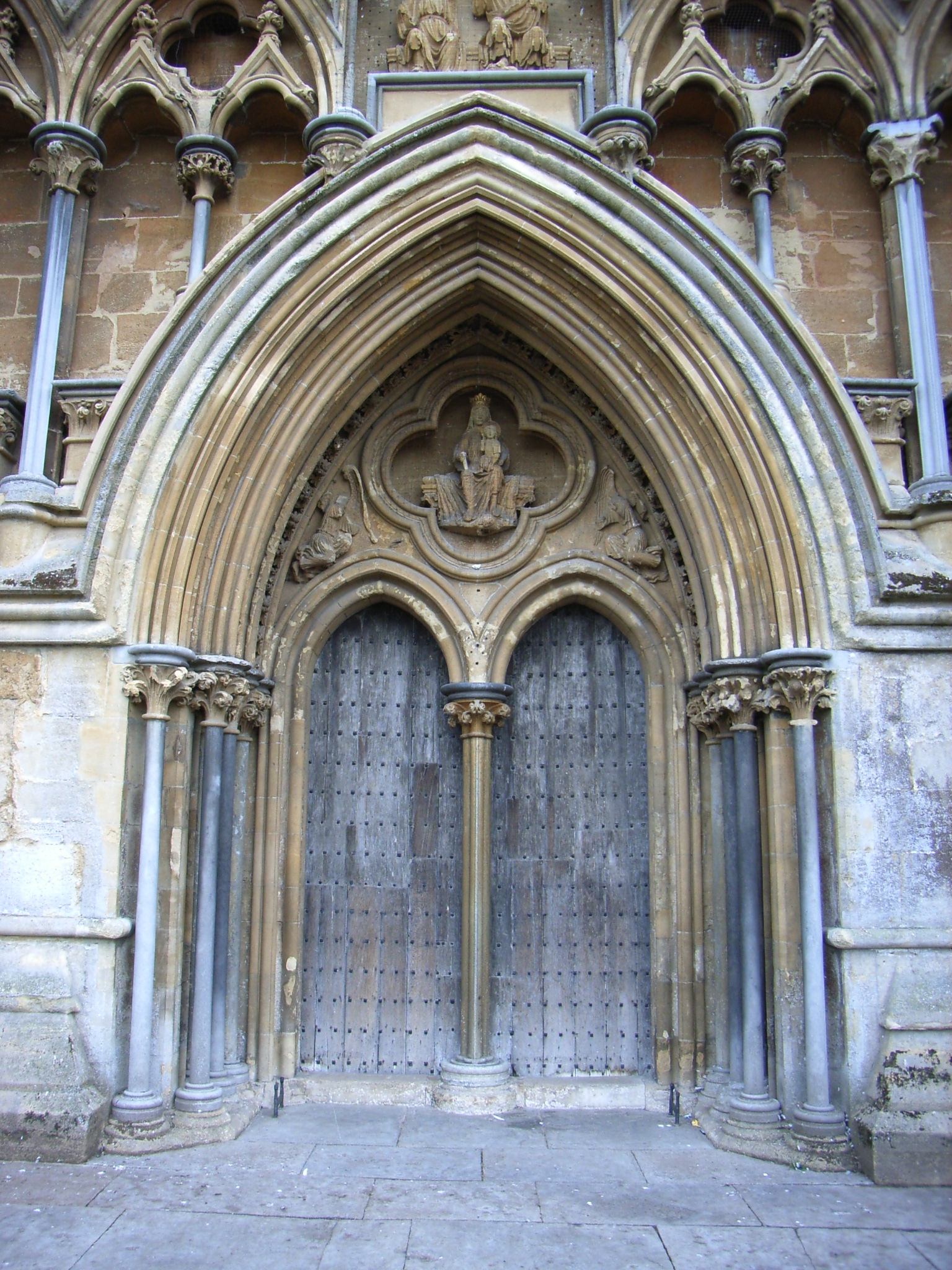
Le Christ Juge (fin du XXe siècle) occupe le pignon. Au-dessous, les douze apôtres et neuf archanges.
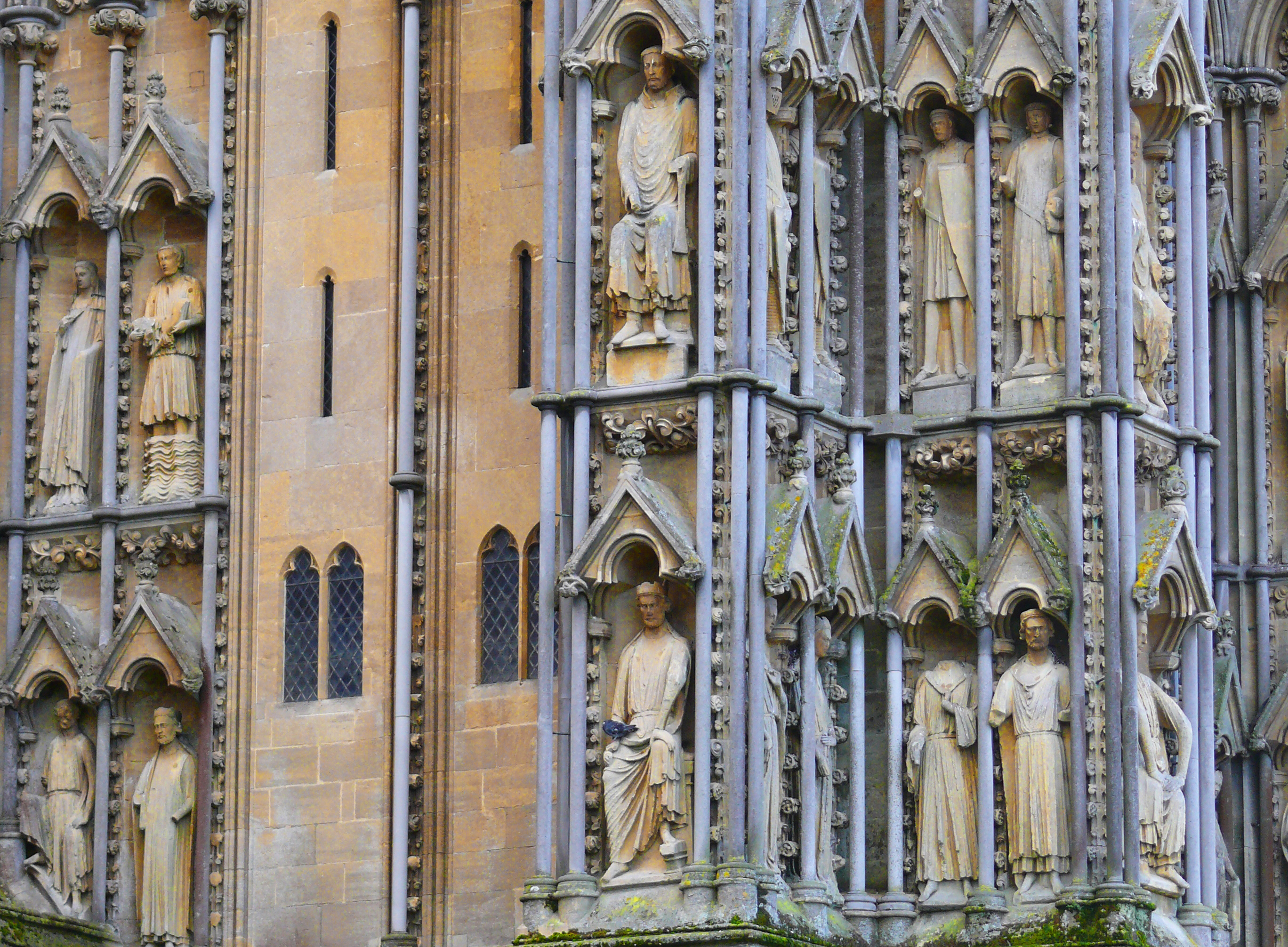
Les contreforts comportent des niches pour les statues.

#### Tour de la croisée

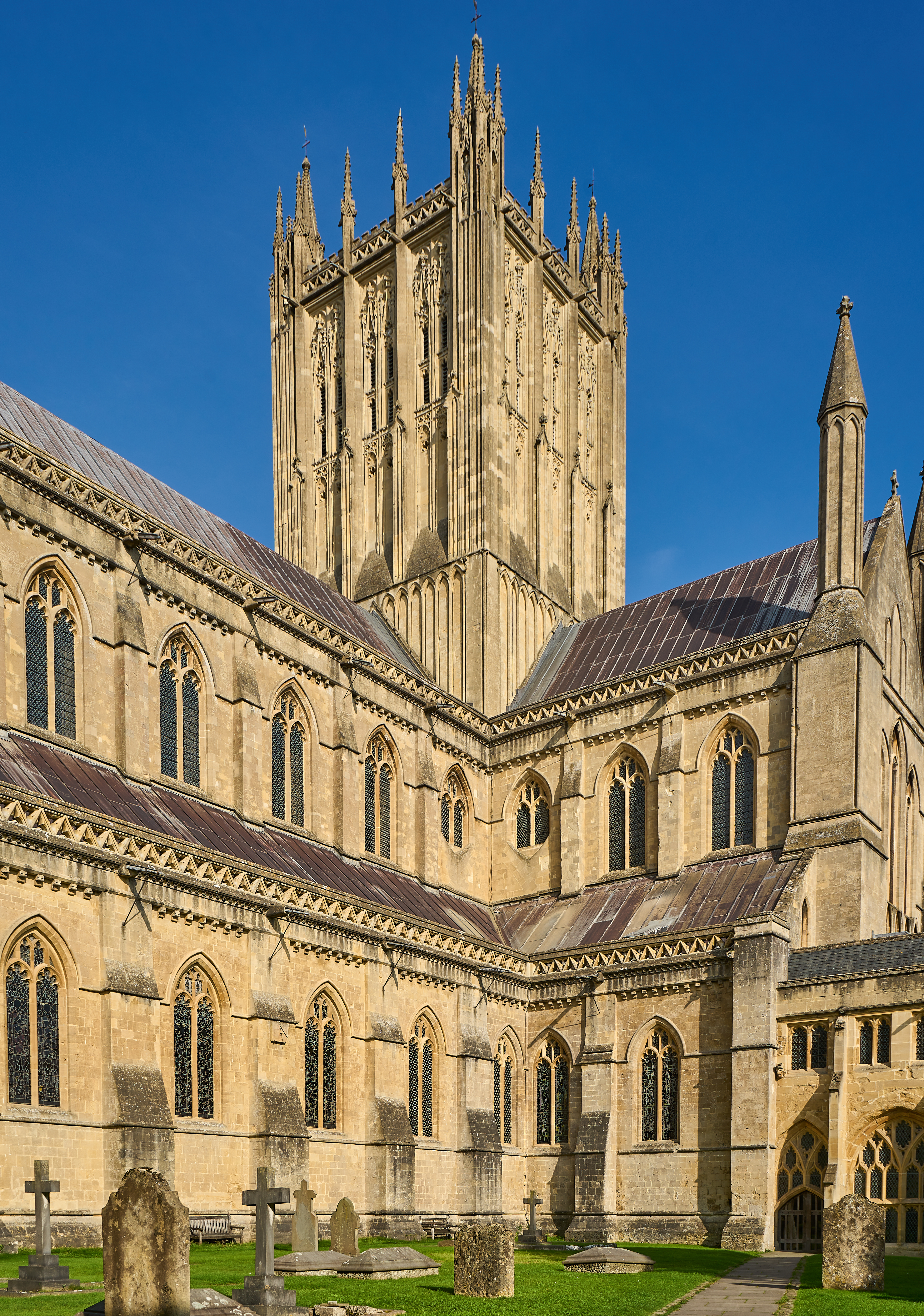
La tour centrale, la nef et le transept, depuis le cloître.

La tour centrale, sur la croisée du transept, semble dater du début du XIIIe siècle. Elle fut en grande partie reconstruite au début du XIVe siècle lors du remodelage de l'extrémité est, ce qui nécessita le renforcement interne des piliers une dizaine d'années plus tard. Au XIVe siècle, la tour fut dotée d'une flèche en bois et en plomb qui brûla en 1439. L'extérieur fut ensuite retravaillé dans le style perpendiculaire et doté du parapet et des pinacles actuels.

#### Porche nord
Le porche nord, somptueusement décoré, est destiné à être l'entrée principale. Extérieurement, il est simple, rectangulaire, avec des murs latéraux unis. L'entrée est un portail à arche abrupte encadré de riches moulures de huit fûts avec des chapiteaux à feuilles rigides, chacun entouré d'une moulure annulaire à mi-hauteur. Ceux de gauche sont figuratifs, contenant des images représentant le martyre de saint Edmond le Martyr. Les murs sont bordés de niches profondes encadrées de fûts étroits avec des chapiteaux et des anneaux comme ceux du portail. Le chemin vers le porche nord est bordé de quatre sculptures en pierre de Purbeck, chacune de Mary Spencer Watson, représentant les symboles des évangélistes.

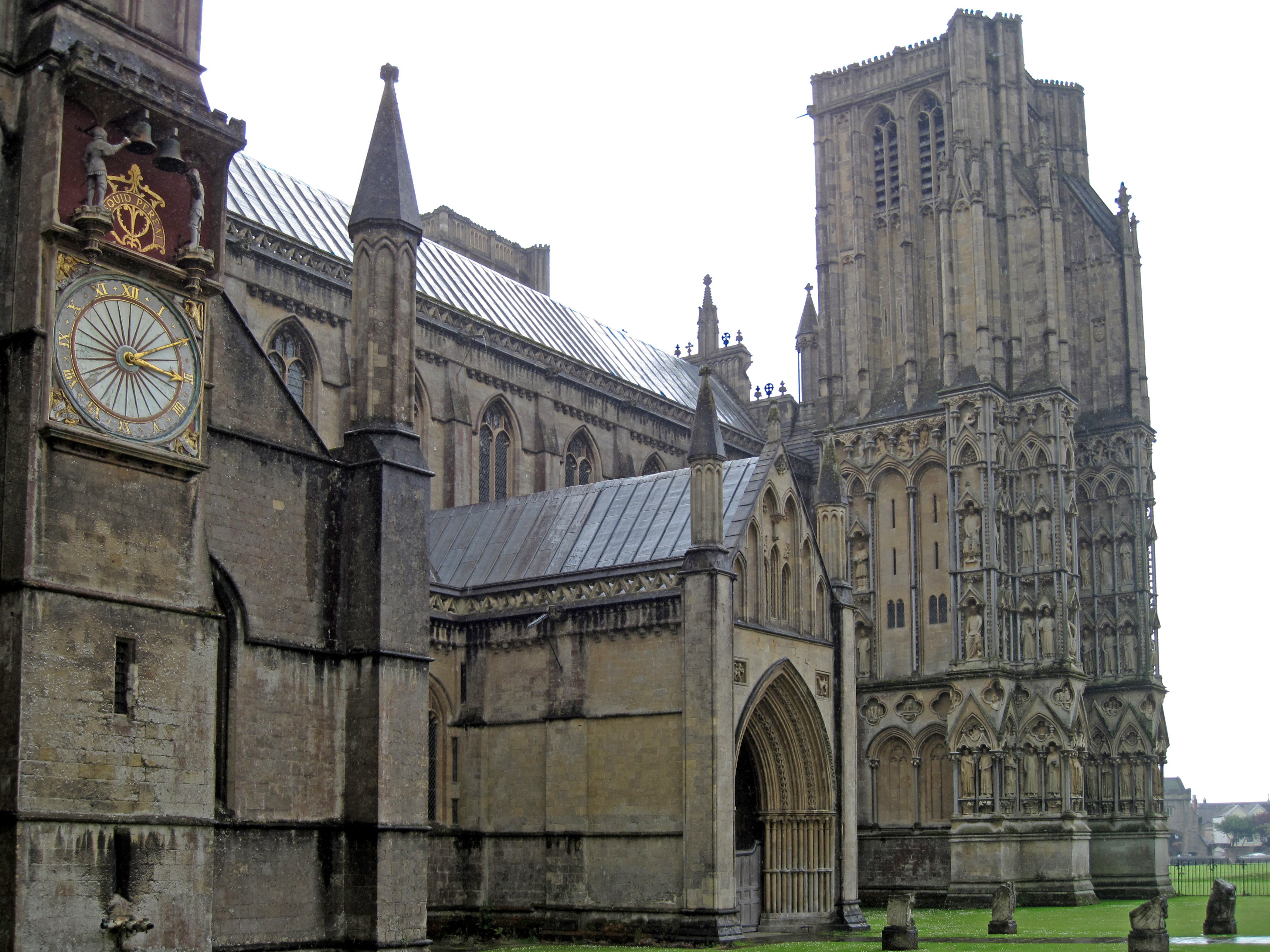
Le transept nord avec son cadran médiéval, le porche nord et la tour nord-ouest
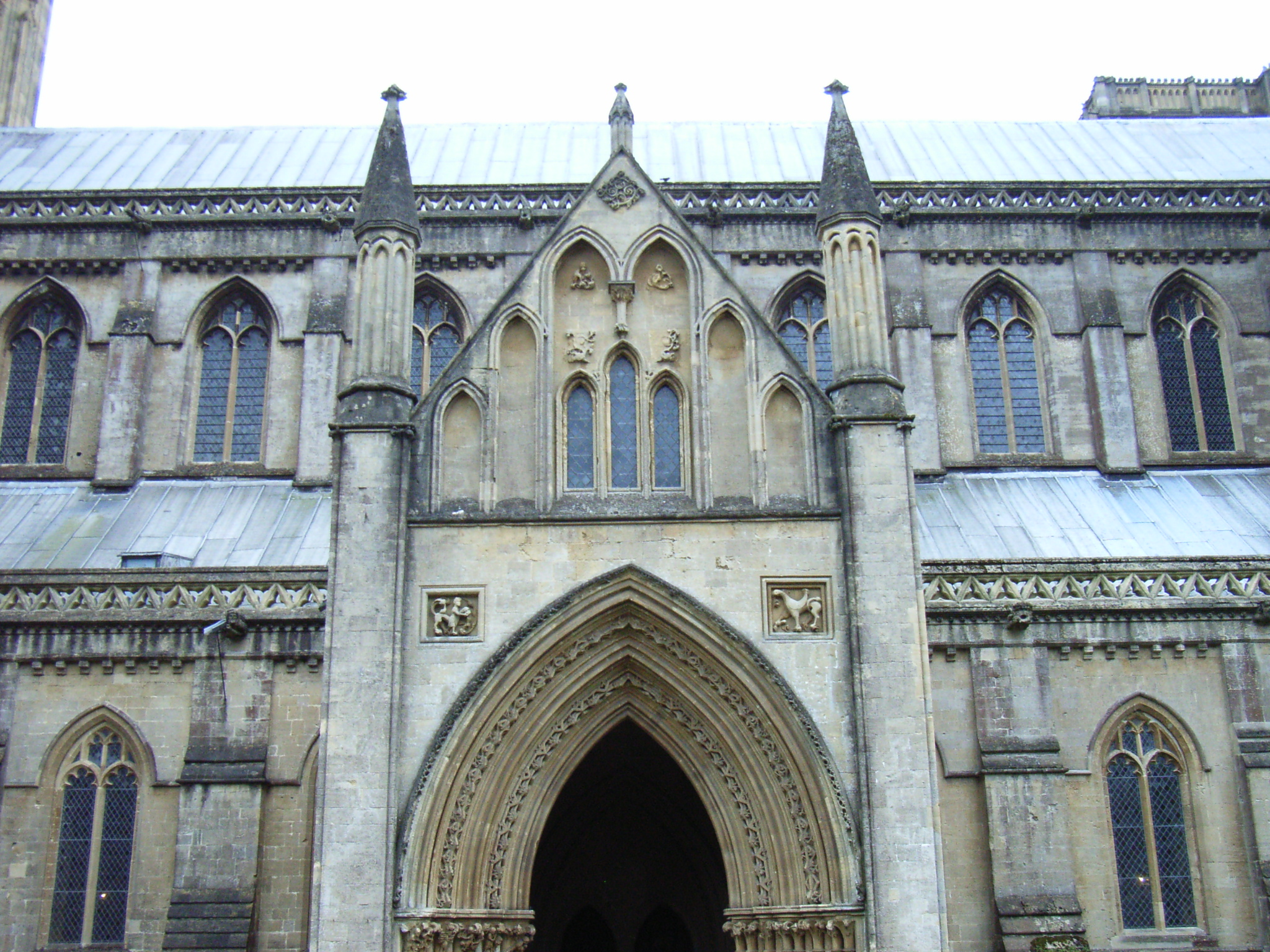
Le portail du porche nord présente des moulures complexes avec des feuillages jaillissants.

#### Cloîtres
Le cloître, bâti à la fin du XIIIe siècle et en grande partie reconstruit entre 1430 et 1508,, possède de larges ouvertures divisées par des meneaux et des traverses, et des remplages de style gothique perpendiculaire. La voûte présente des nervures en lierne qui forment des octogones au centre de chaque compartiment, les joints de chaque nervure ayant des bossages décoratifs. Le corps oriental est à deux étages, dont le supérieur est la bibliothèque construite au XVe siècle.
Comme la cathédrale de Wells était laïque plutôt que monastique, les cloîtres n'étaient pas une nécessité pratique. Ils ont été omis de plusieurs autres cathédrales laïques, mais ont été construits ici et à Chichester. Les raisons de leur construction dans ces deux cathédrales laïques vont de la procession à l'esthétique. Comme à Chichester, il n'y a pas de partie nord des cloîtres. Dans les cloîtres monastiques, la partie nord, bénéficiant le plus de la lumière du soleil en hiver, était souvent utilisée comme scriptorium.

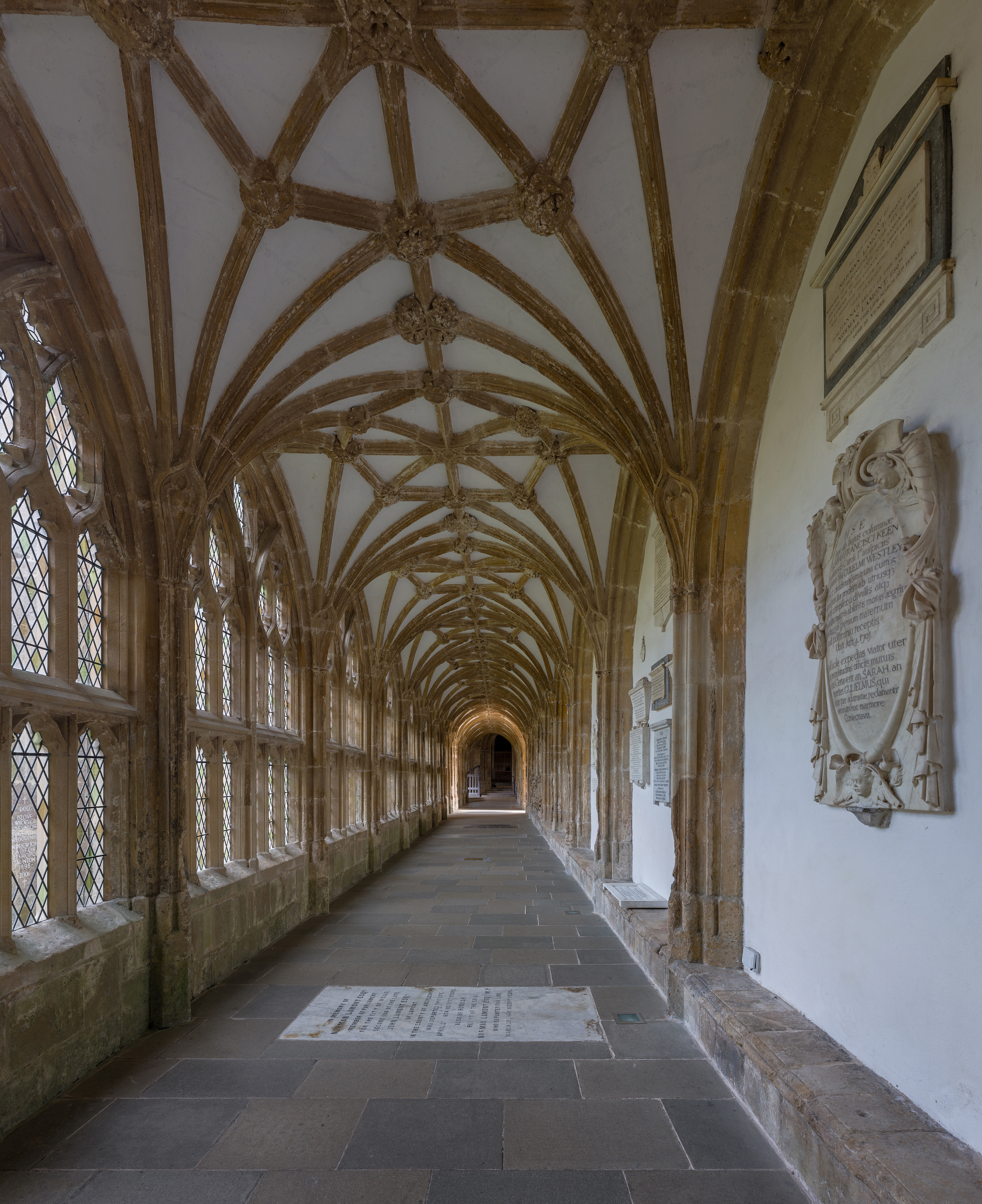
Vue le long du cloître montrant la voûte en lierne.
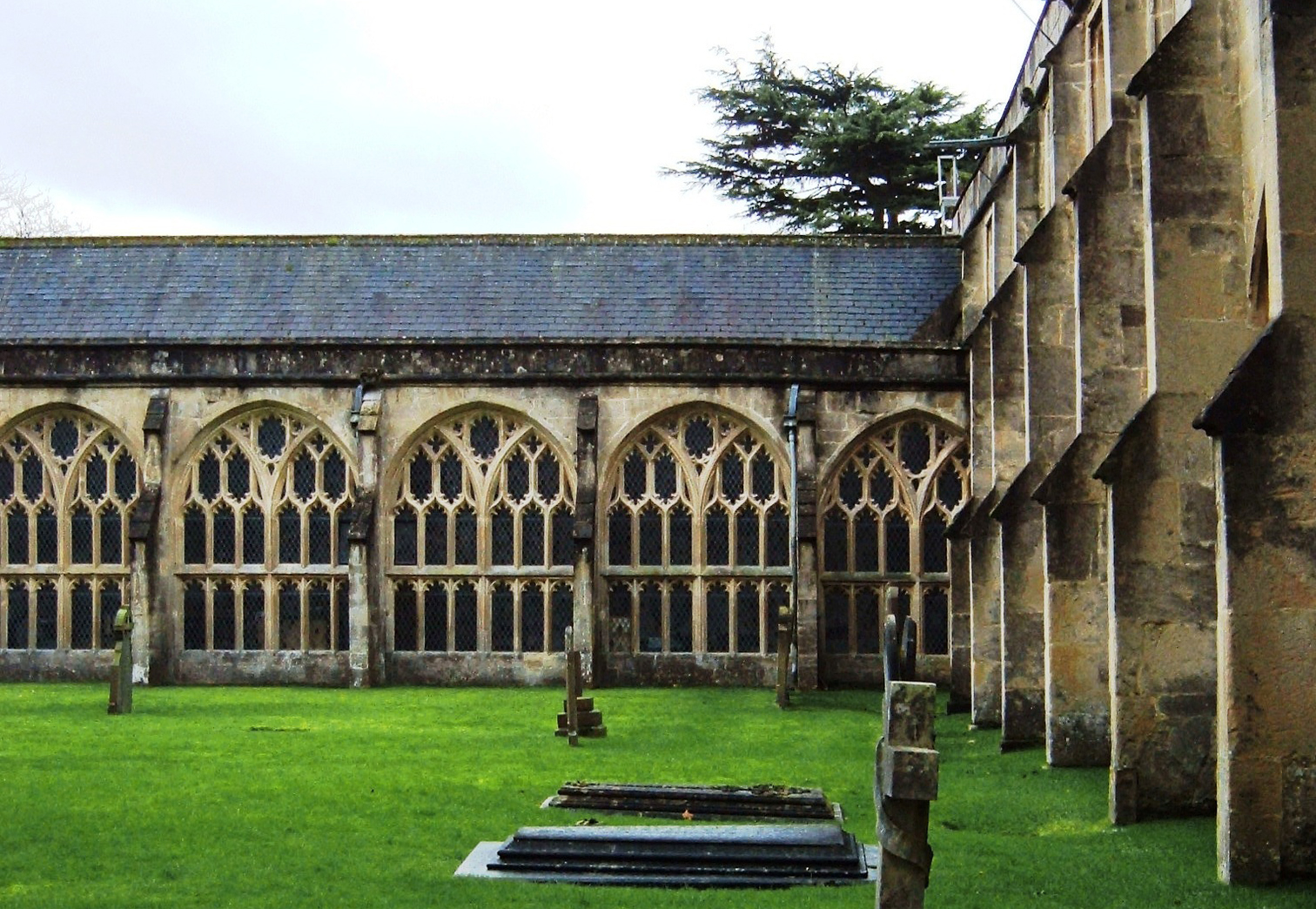
Les cloîtres, construits en plusieurs étapes, présentent des remplages perpendiculaires.

### Intérieur

#### La nef, le transept, le chœur
Le caractère particulier de cet intérieur de style gothique primitif tient aux proportions des arcs simples en lancette, ainsi qu'au raffinement des détails architecturaux.

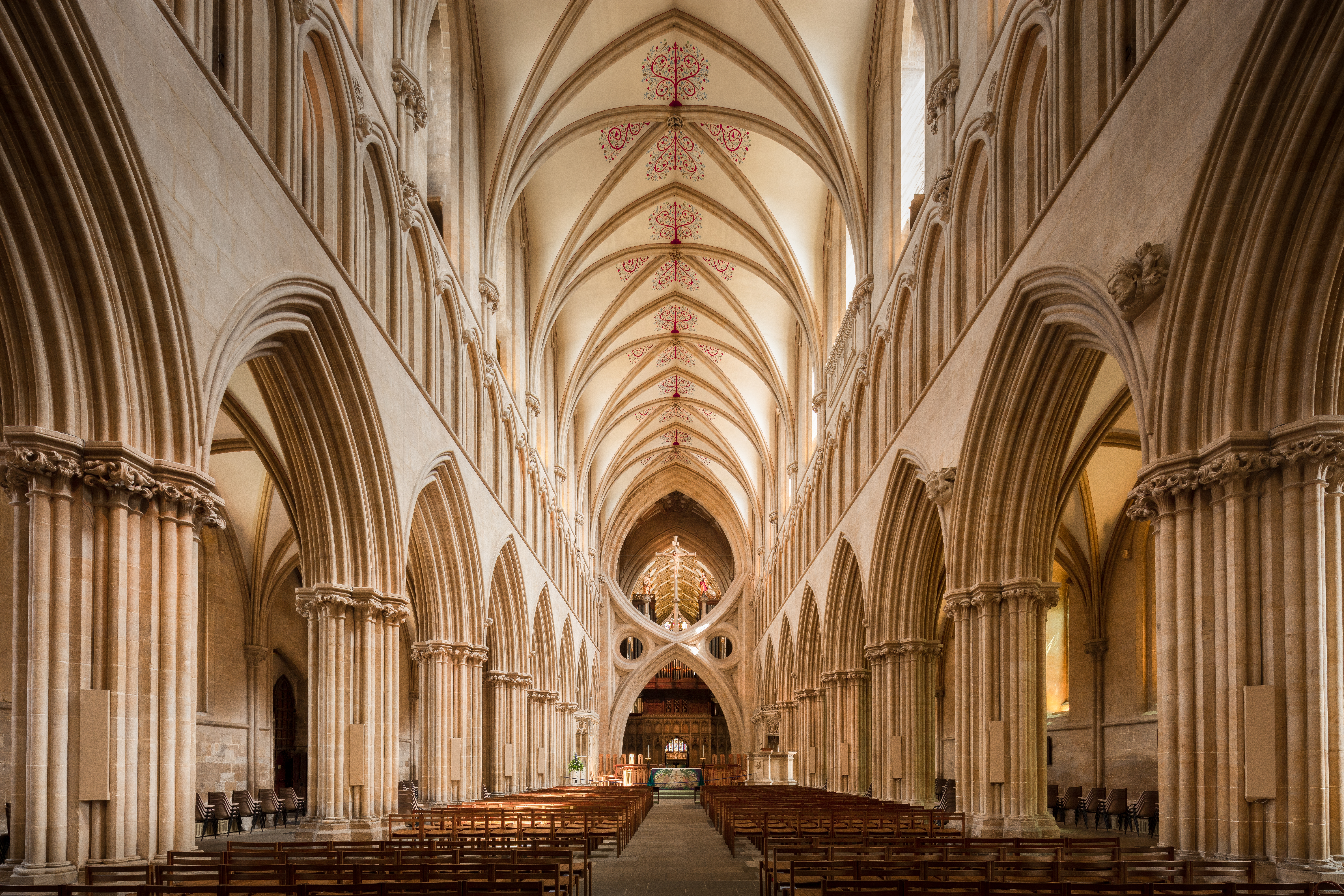
L'horizontalité de la nef est soulignée par les galeries continues.

L'arcade, qui reprend la même forme dans la nef, le chœur et les transepts, se distingue par la richesse des moulures et des sculptures. Chaque pilier de l'arcade est enrichi de 24 fûts élancés en huit groupes de trois, s'élevant au-delà des chapiteaux pour former les moulures profondément ondulées des arcs. Les chapiteaux eux-mêmes sont remarquables par la vitalité du feuillage stylisé, dans un style connu sous le nom de « feuille raide ». Cette vivacité contraste avec la formalité des fûts moulurés et les zones lisses et ininterrompues de maçonnerie en pierre de taille dans les écoinçons. Chaque chapiteau est différent, et certains contiennent de petites figures illustrant des récits.
La voûte de la nef s'élève abruptement dans une forme quadripartite simple, en harmonie avec l'arcade de la nef. L'extrémité orientale du chœur a été prolongée et toute la partie supérieure élaborée au cours du deuxième quart du XIVe siècle, par William Joy. La voûte, qui présente une multiplicité de nervures en forme de filet, est très différente de celle de la nef ; elle est peut-être une recréation en pierre d'un type local de toit en bois compartimenté dont il reste des exemples du XVe siècle, comme ceux de l'église Saint-Cuthbert, à Wells. Les voûtes des bas-côtés du chœur ont également un motif unique.

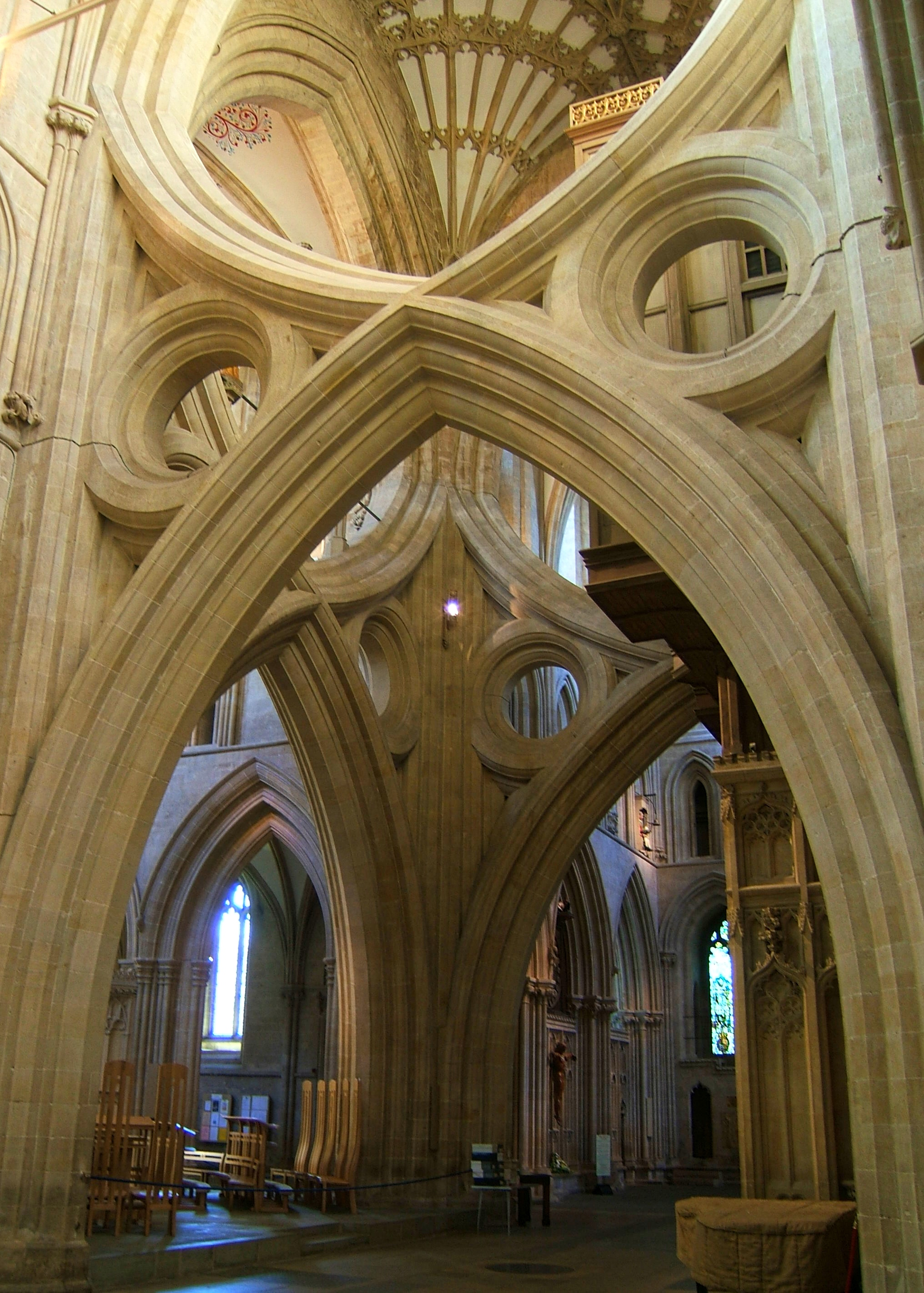
Les arcs de la croix de Saint-André, vus du transept.

Jusqu'au début du XIVe siècle, l'intérieur de la cathédrale était de style unifié, mais il allait subir deux changements importants, au niveau de la tour et de l'extrémité est. Entre 1315 et 1322, la tour centrale fut surélevée et surmontée d'une flèche, montrant des signes de tension aux piliers qui la soutenaient. En 1338, le maçon William Joy employa une solution peu orthodoxe en insérant des arcs bas surmontés d'arcs inversés de dimensions similaires, formant des structures en ciseaux. Ces arcs soutiennent les piliers de la croisée sur trois côtés, tandis que le côté chœur est soutenu par un jubé. Les arcs de soutien sont connus sous le nom d'arcs en croix de Saint-André, en référence au saint patron de la cathédrale. Ils ont été décrits par Wim Swaan – à juste titre ou à tort – comme « brutalement massifs » et intrusifs dans un intérieur par ailleurs assez sobre.

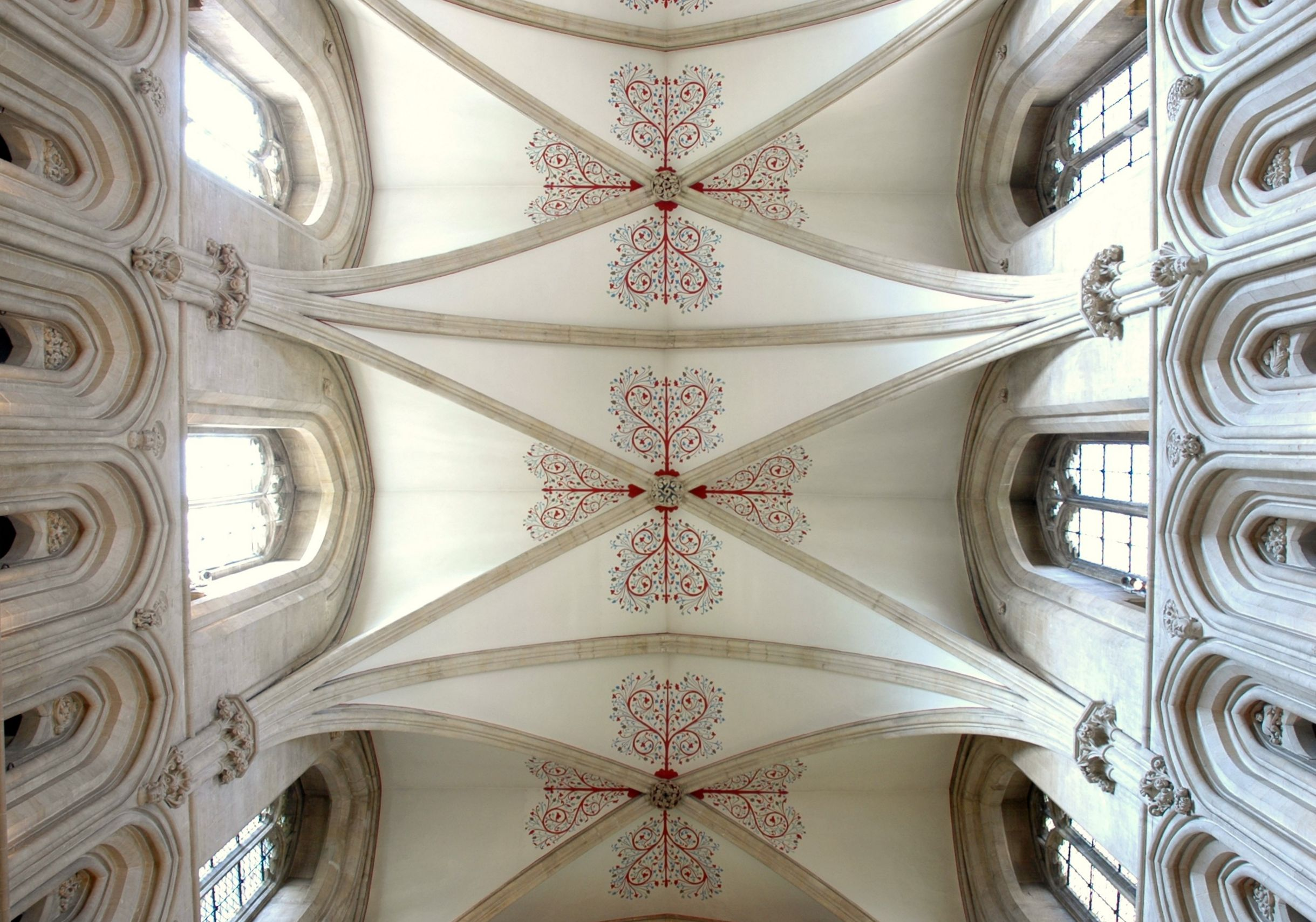
La voûte quadripartite de la nef a été décorée au XIXe siècle.
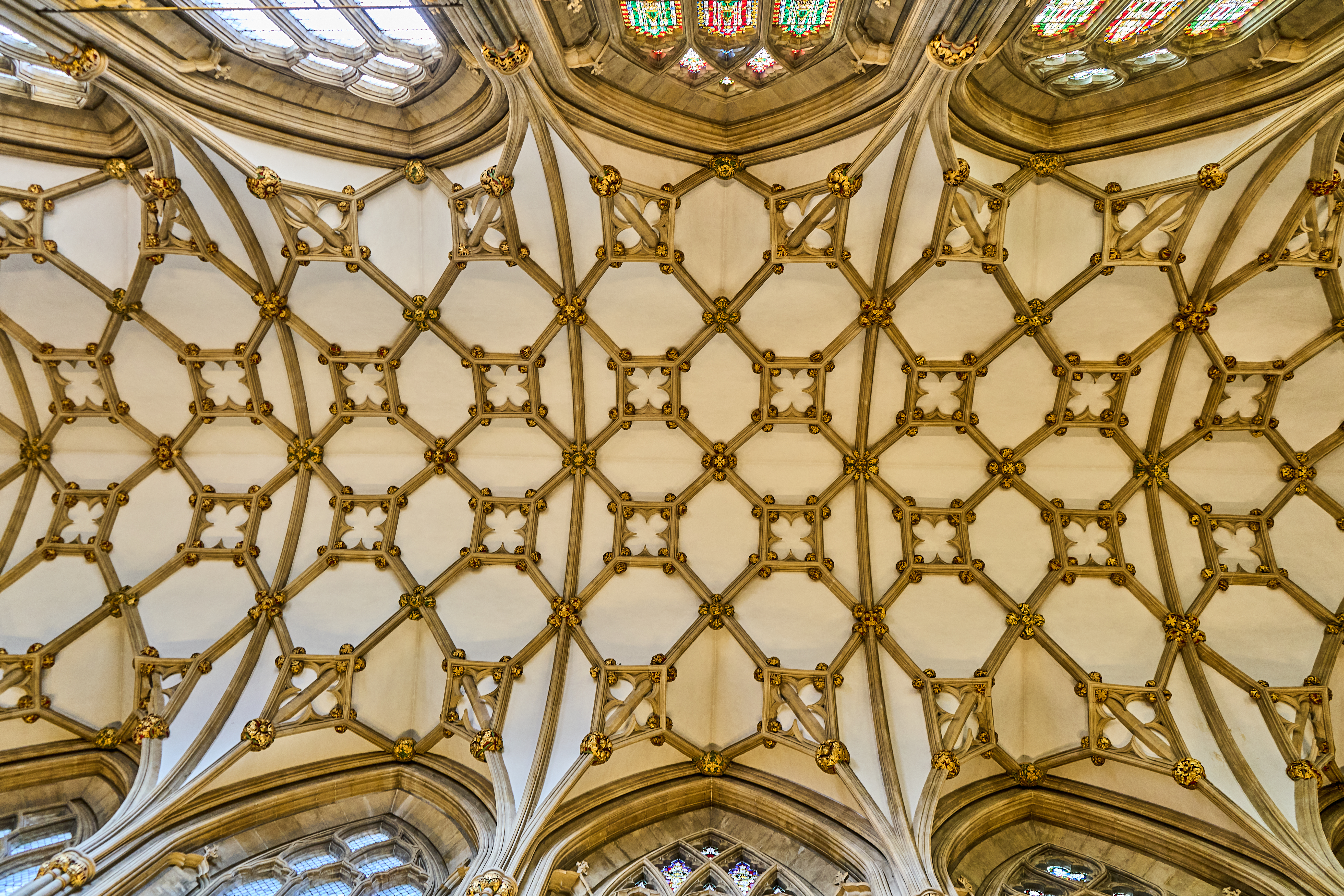
La voûte du chœur présente une forme unique, peut-être inspirée des toits en bois.

#### Chapelle de la Vierge et rétrochoeur
Le chœur de la cathédrale de Wells a une extrémité carrée, comme il est habituel en Angleterre. De plus, comme plusieurs autres cathédrales, dont Salisbury et Lichfield, elle possède sous ce chœur une chapelle inférieure en saillie, commencée par Thomas Witney vers 1310, peut-être avant l'achèvement de la salle capitulaire. Cette chapelle de la Vierge semble avoir été commencée comme une structure autonome, sous la forme d'un octogone allongé, mais le plan a changé et elle a été reliée à l'extrémité est par l'extension du chœur et la construction d'un deuxième transept - ou rétrochœur - à l'est du chœur, probablement par William Joy.
La chapelle de la Vierge a une voûte de motif complexe et quelque peu irrégulier, car elle n'est pas symétrique par rapport aux deux axes. Les nervures principales sont entrecoupées par des nervures de lierne supplémentaires non porteuses, qui forment un motif en étoile au sommet de la voûte. C'est l'une des premières voûtes de lierne en Angleterre. La chapelle compte cinq grandes fenêtres, dont quatre sont remplies de fragments de verre médiéval. Le tracé des fenêtres est dans le style connu sous le nom de gothique réticulé, avec un motif d'une seule forme répétée, dans le cas présent un trèfle, donnant une apparence « réticulée » ou en forme de filet.
Le chœur arrière s'étend sur l'extrémité est du chœur et dans les transepts est. En son centre, la voûte est soutenue par une remarquable structure de piliers inclinés. Deux d'entre eux sont placés de manière à compléter la forme octogonale de la chapelle de la Vierge, une solution décrite par Francis Bond comme « une intuition de génie ». Les piliers ont des fûts de marbre liés entre eux qui, avec les voûtes qu'ils soutiennent, créent une vue d'une grande complexité sous tous les angles. Les fenêtres du chœur arrière sont de style réticulé comme celles de la chapelle de la Vierge, mais sont entièrement décorées de manière fluide, car les moulures à remplage forment des courbes ogivales.

Extrémité orientale de la cathédrale, 1310–1345
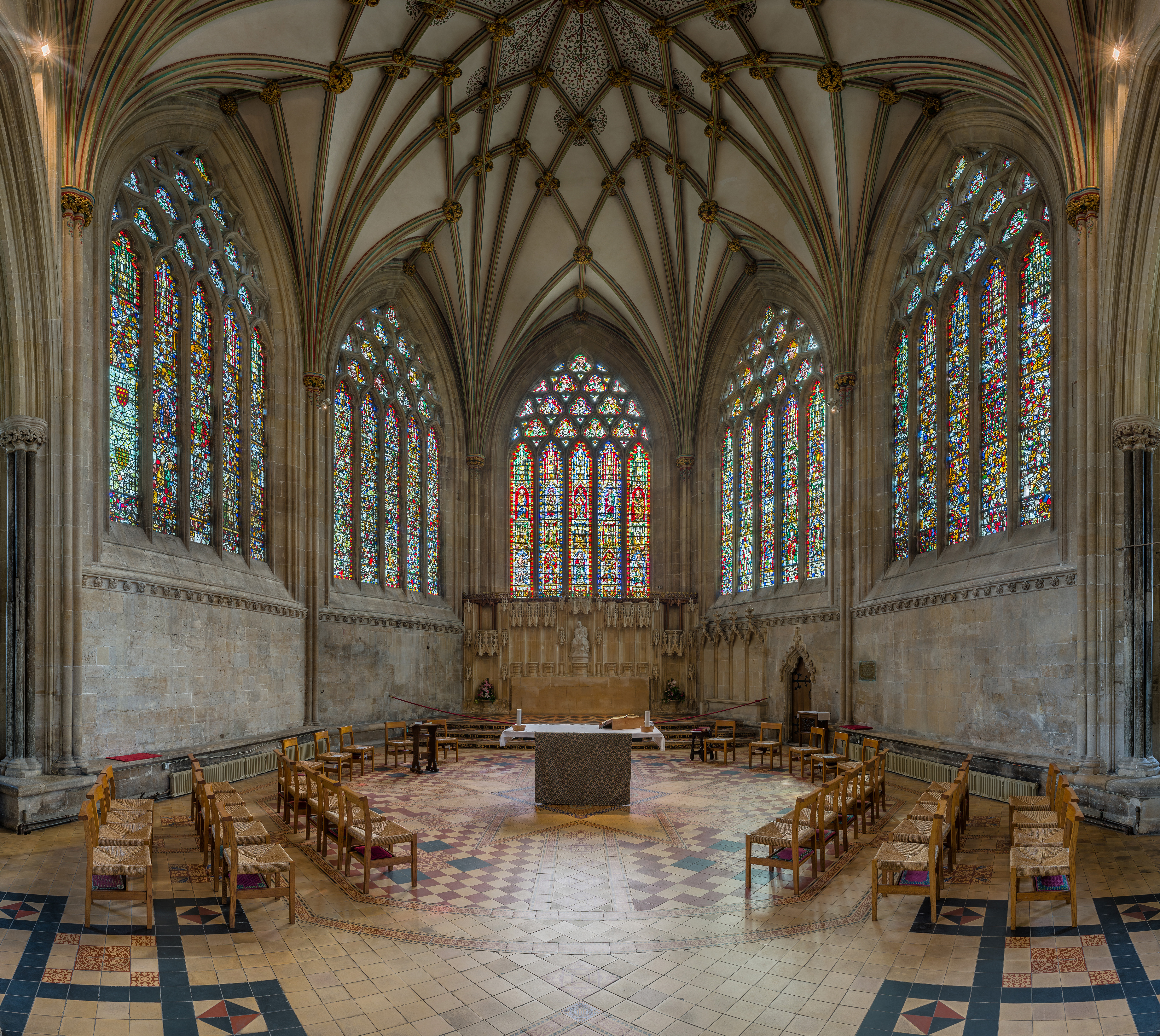
La chapelle de la Vierge a probablement été conçue par Thomas Witney (1310-1319). Les fenêtres sont ornées d'un motif régulier en forme de filet et contiennent des pièces de vitraux anciens.
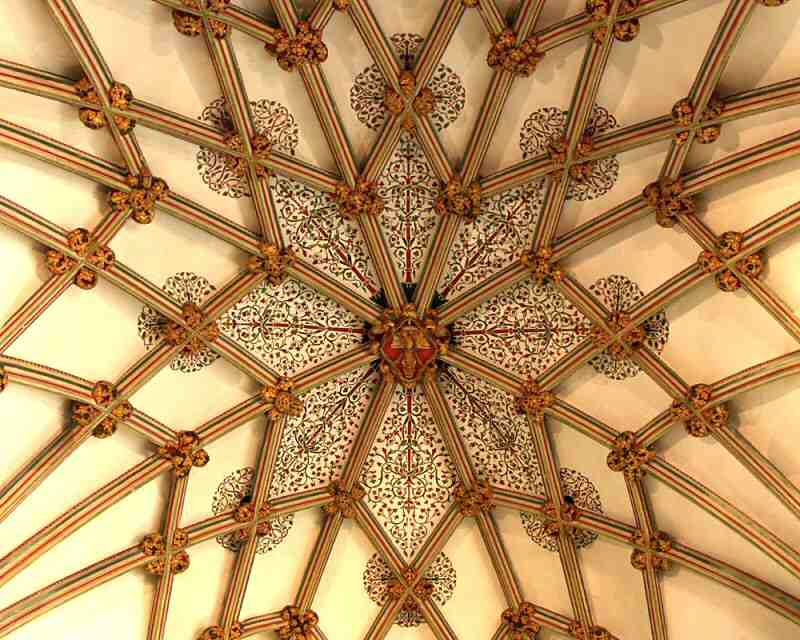
La voûte étoilée de la chapelle de la Vierge présente des nervures en lierne formant une étoile dans une étoile.
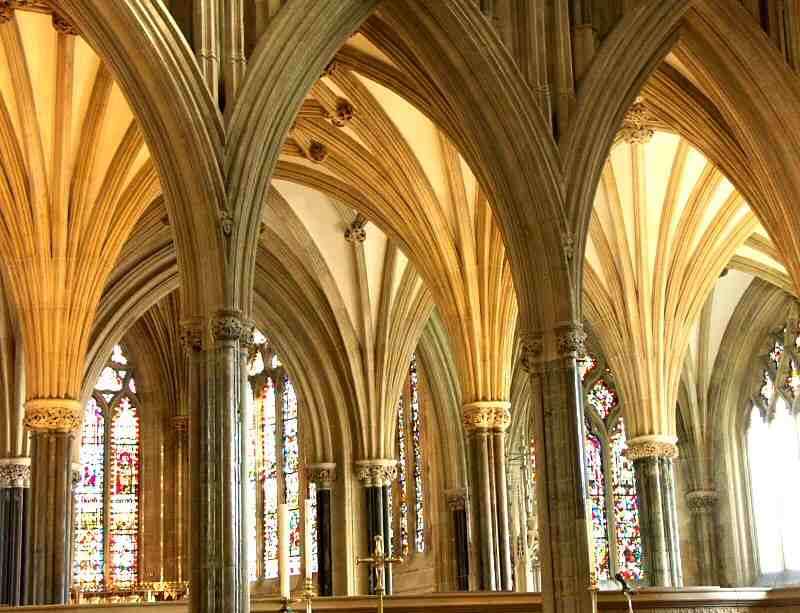
La vue à travers le chœur arrière de William Joy sur la chapelle de la Vierge a été décrite comme « l'une des perspectives architecturales les plus subtiles et les plus fascinantes d'Europe ».
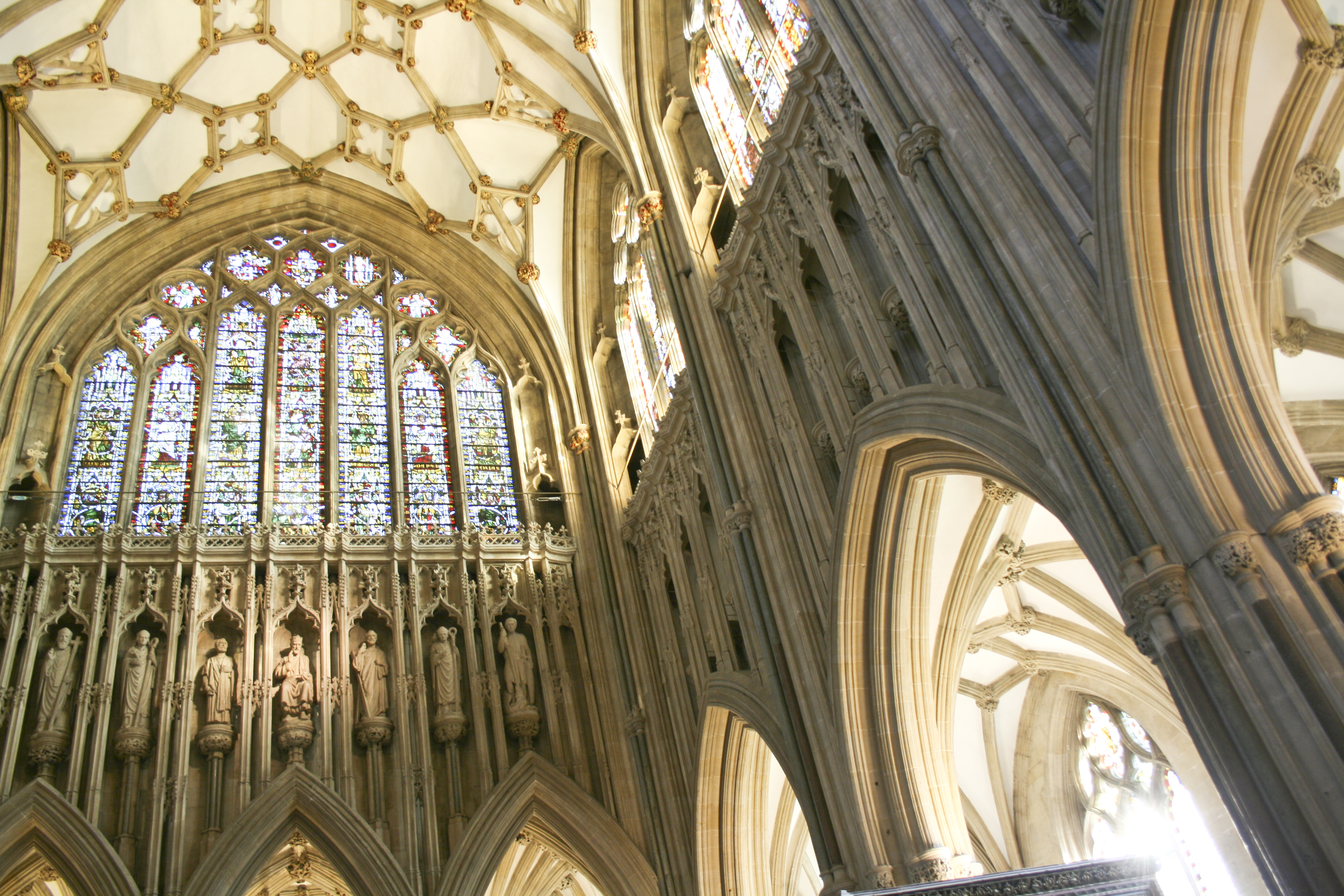
Les travées orientales du chœur (1329–1345) montrant la voûte réticulaire et la galerie des saints sous la fenêtre est.

### Salle capitulaire

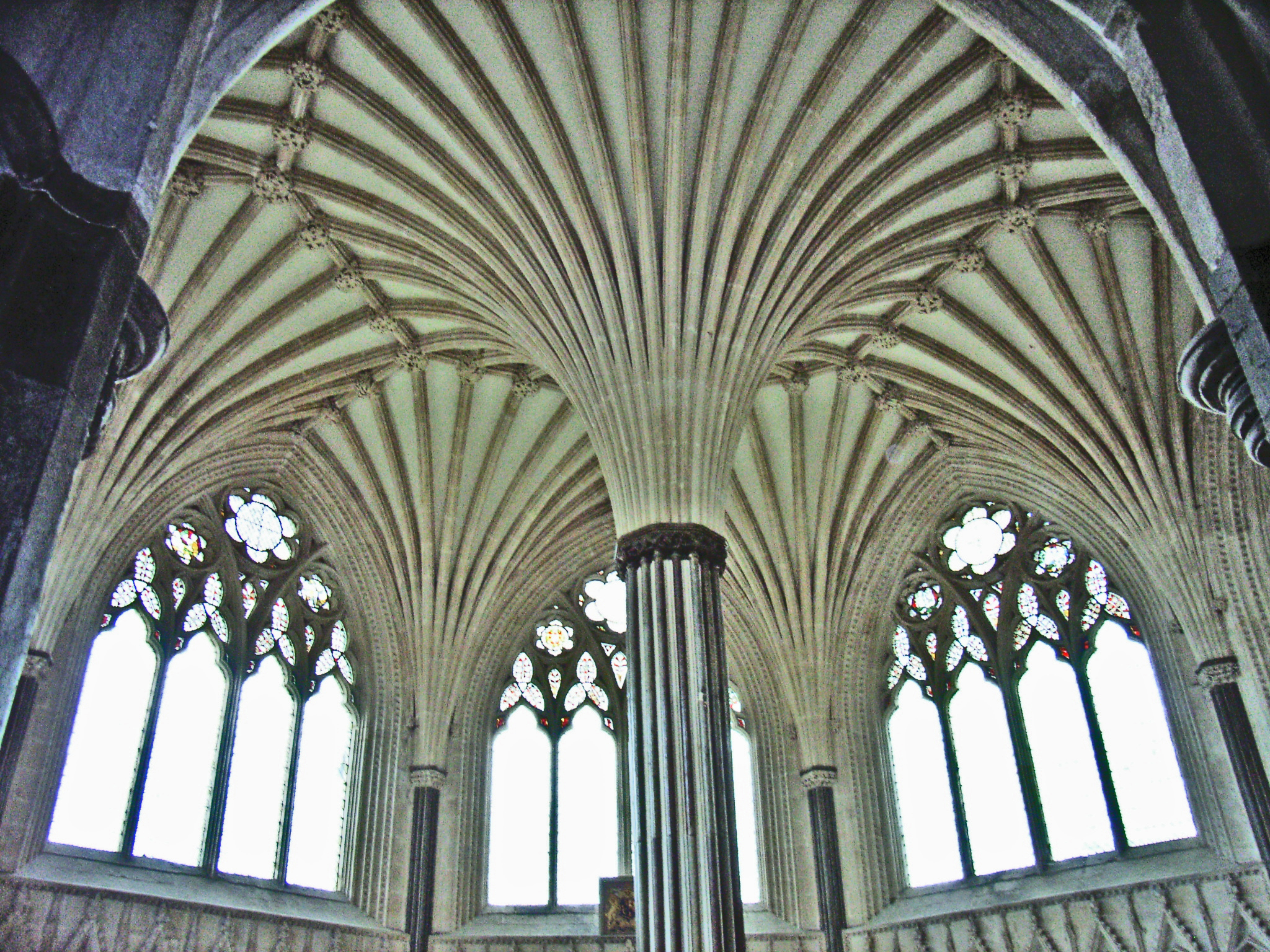
Salle du chapitre.

La salle capitulaire (salle du chapitre des chanoines), commencée à la fin du XIIIe siècle, a été construite en deux étapes, et achevée vers 1310. C'est une structure à deux étages dont la chambre principale est en surélévation sur une crypte. On y accède par un escalier qui se divise et tourne, une branche menant à travers l'étage supérieur de Chain Gate jusqu'à Vicars' Close. L'intérieur décoré, décrit par Alec Clifton-Taylor comme « architecturalement le plus beau d'Angleterre », est octogonal, avec une voûte nervurée soutenue par une colonne centrale entourée de fûts de marbre de Purbeck, s'élevant jusqu'à un seul chapiteau continu ondulant de feuilles de chêne stylisées et de glands, assez différent du feuillage rigide anglais primitif. Du dessus de la moulure ressortent trente-deux nervures de profil très prononcé, donnant un effet souvent comparé à un « grand palmier ». Les fenêtres sont grandes avec des tracés géométriques décorés qui commencent à montrer un allongement des formes, et des ogives dans les petites fenêtres, caractéristiques des tracés à décor fluide. Les fenêtres à tracé contiennent encore du verre ancien. Sous les fenêtres se trouvent cinquante et une stalles, dont les auvents sont animés par des sculptures comprenant de nombreuses têtes sculptées de manière légère.

Salle capitulaire
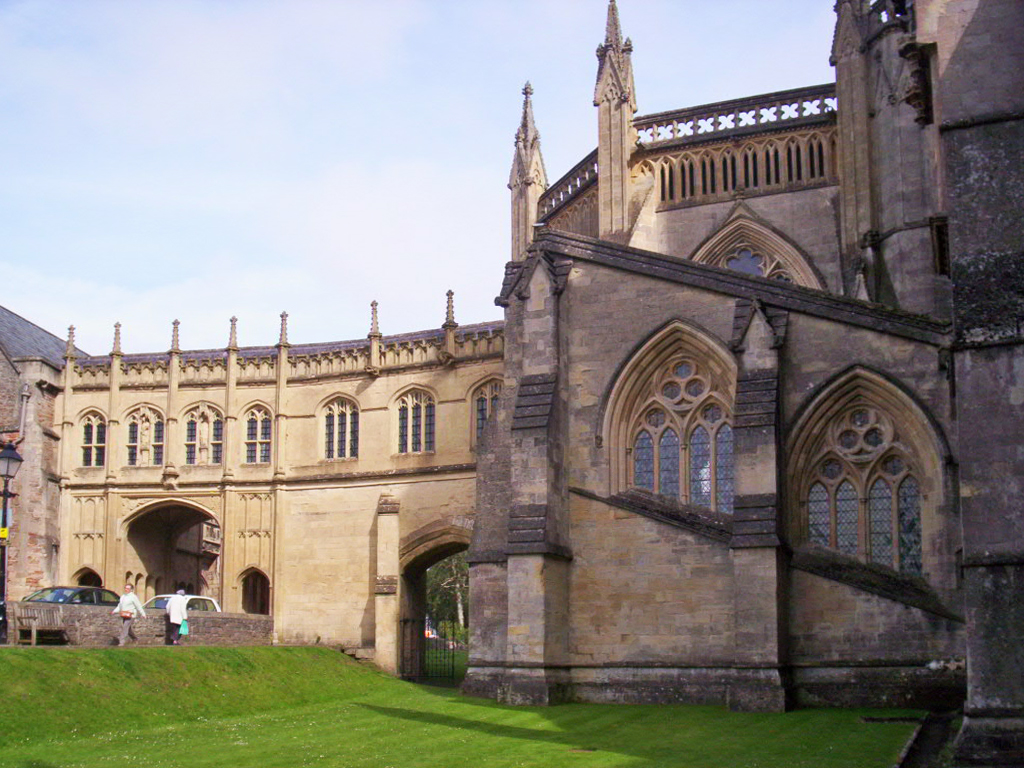
Un escalier mène à la salle capitulaire et à l'enclos des vicaires.
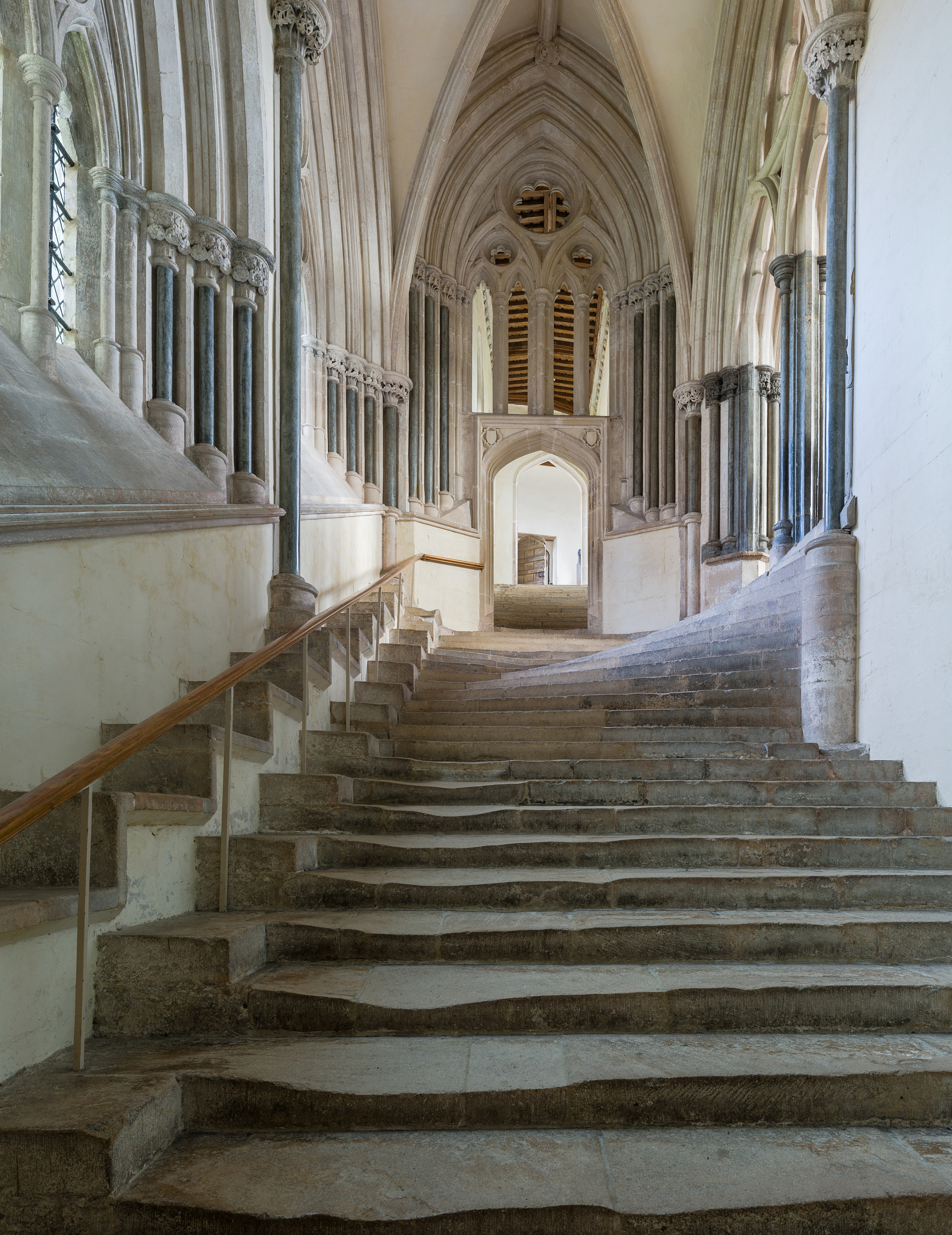
L'escalier, vers la salle capitulaire et l'enclos des vicaires.
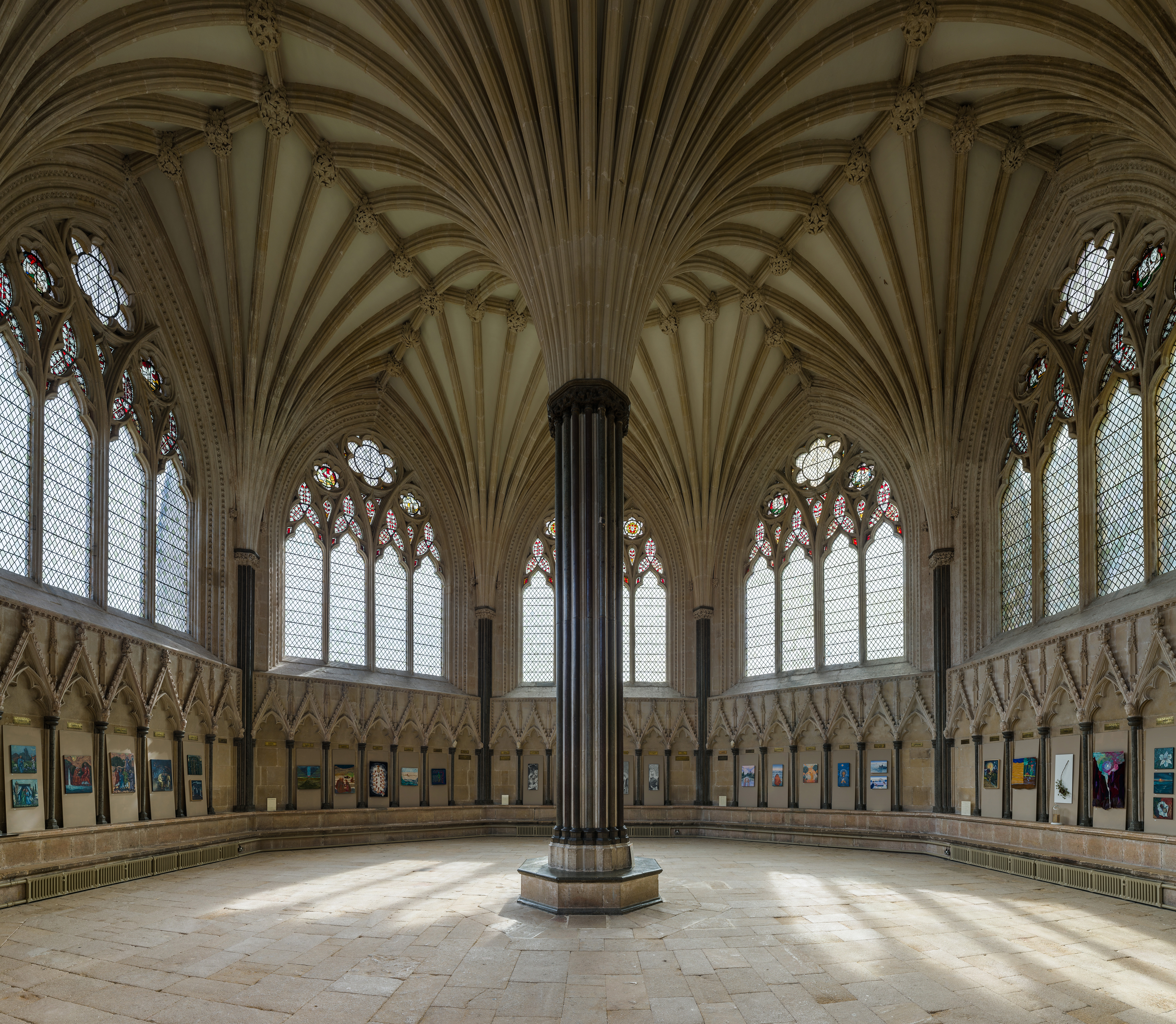
La salle capitulaire est à droite de l'escalier.

## Arts et culture

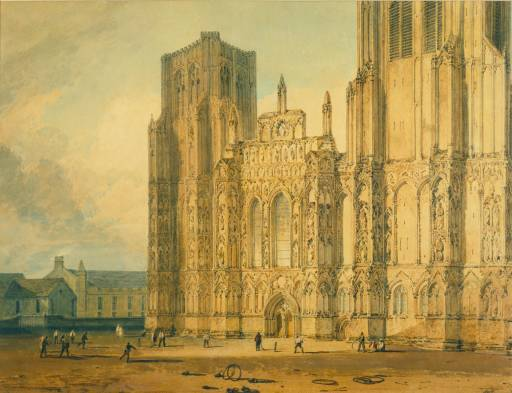
Façade ouest de la cathédrale, aquarelle, par JMW Turner, vers 1795. Tate Gallery.

Le peintre anglais JMW Turner a visité Wells en 1795. D'autres artistes dont les peintures de la cathédrale sont présentes dans les collections nationales sont Albert Goodwin, John Syer et Ken Howard.
Un récit des dommages causés à la cathédrale pendant la rébellion de Monmouth est inclus dans le roman historique Micah Clarke d' Arthur Conan Doyle (1889).
L'intérieur de la cathédrale a été utilisé pour un épisode de Doctor Who de 2007 , "The Lazarus Experiment", tandis que les prises de vue extérieures ont été tournées à la cathédrale de Southwark.
En 2010, la cathédrale a servi de décor pour la mini-série les Piliers de la Terre, adaptée du roman éponyme de Ken Follett (1989).
La cathédrale a servi de décor à des scènes de la série télévisée 
The Spanish Princess (2019-2020) .